# Chiesa di San Mattia (Moio de' Calvi)
La chiesa di San Mattia Apostolo è il principale luogo di culto cattolico di Moio de' Calvi, in provincia e diocesi di Bergamo; fa parte del vicariato di Branzi-Santa Brigida-San Martino oltre la Goggia.

## Storia
La chiesa intitolata a san Mattia fu edificata nel XV secolo in località detta Cantoni separata dalla chiesa parrocchiale di Piazza Brembana il 3 dicembre 1484 con lo smembramento e la consacrazione il 17 agosto 1494, dalla parrocchia di San Martino dal vescovo Lorenzo Gabrieli. Il presbiterio fu dotato di aperture con la riparazione della pavimentazione di cui si conservano i documenti nel 1567.
La chiesa fu visitata da san Carlo Borromeo arcivescovo di Milano nell'autunno del 1575. Dagli atti si deduce che vi erano quattro altari intitolati ai santi Sebastiano e Rocco, Antonio abate, alla Madonna del Rosario e del Corpus Domini. Nel decennio successivo il battistero fu posto centrale alla chiesa. 
Nei primi anni del Seicento la chiesa fu restaurata e decorata con i nuovi affreschi della navata e del presbiterio che coprirono quelli più antichi. Fu spostato il fonte battesimale in prossimità dell'ingresso, furono rifatta la pavimentazione e creato la zona cimiteriale.
L'edificio pare che comunque non rispondesse alle esigenze del territorio e il 23 febbraio 1687 fu autorizzato un nuovo ampliamento. Fu realizzata la scalinata d'accesso con la formazione di due nuovi altari e l'ampliamento della parte del coro con la conseguente posa del nuovo pavimento. I lavori risultano documentati dagli atti della visita pastorale del 13 luglio 1699 del vescovo Luigi Ruzzini. Dagli atti si deduce che furono chiuse due finestre e i nuovi altari furono dedicati al Suffragio e alla Madonna del Rosario. Nel 1941 il vescovo di Bergamo Adriano Bernareggi consacrò nuovamente la chiesa intitolandola a san Mattia Apostolo. Per l'occasione furono fatti lavori di tinteggiatura e di restauro degli altari.

## Descrizione

### Esterno
L'edificio di culto preceduto da una gradinata che lo collega alla strada, è circondato dal sagrato di in pietra per la parte prossima alla facciata mentre il resto è prato. Si presenta con la facciata a capanna intonacata molto semplice. L'ingresso principale posto centralmente a sesto acuto, e tre aperture nella parte superiore di cui due rettangolari chiuse, mentre quella centrale a tutto sesto atta a illuminare l'aula.
La torre campanaria si presenta in stile romanico in serizzo rossiccio; probabilmente fu innalzata nel 1763 con le aperture a bifora della cella campanaria.

### Interno
L'interno a navata unica è diviso da lesene e contro-lesene stuccate e decorate a lucido in quattro campate.
La chiesa conserva tele del Seicento e del Settecento, poste nella zona presbiteriale: Gloria di Maria opera risalente al XVIII secolo di autore ignoto, Madonna col Bambino e Sant'Antonio della bottega del Giambettino Cignaroli anche questi settecenteschi. Sei piccoli tondi raffigurano i quattro evangelisti e due dottori della chiesa e san Lugi in meditazione è lavoro di Francesco Capella del 1784. Opera che fu esposta a Milano in occasione della mostra del 1991 sul Settecento lombardo. Le pitture della volta sono opera di Antonio Sibella, mentre la Via Crucis è lavoro del Novecento dei due gemelli Sarzilla che avevano lavorato presso Pietro Servalli. Ai due sacerdoti si deve il restauro nel 1993 di tutto il ciclo pittorico. Interessanti opere lignee sono conservate presso la zona presbiteriale.